# 新朝日ビルディング
新朝日ビルディング（しんあさひビルディング）は、大阪府大阪市北区中之島二丁目にかつて存在し、株式会社朝日ビルディングが所有・管理・運営していたビルディングである。

## 概要
1958年4月3日開業。地下2階地上13階建て。朝日新聞大阪本社（中之島3丁目2番4号）に向かい合った区画で、ビルディング建設前は1952年から1956年までスケートリンク・アサヒアリーナがあった。
屋上には1962年9月20日から1994年5月31日まで公共ヘリポートである朝日ヘリポートが設置されていた。また朝日放送（ABC）本社・ラジオ部門が入居していたが1966年に区内大淀南二丁目（当時は大淀区大淀町）に移転した。
2006年時点では、朝日新聞大阪本社関連の会社・団体のオフィス、日刊スポーツ大阪本社、リーガグランドホテル、クラシック音楽公演などの会場として設置されたフェスティバルホール、及びリサイタルホール等が入居していた。
ABCの大阪お天気カメラはこのビルの屋上に有った。また、エフエム大阪も開局当初はこのビルの屋上から送信していた（1971年6月の飯盛山移転まで）。これは大阪府全域で聴取できるようにするために「130メーター級のアンテナを屋上に建てられる場所」、メンテナンス等を含め「24時間出入り可能」であることが条件であり、両方を満たせるのがこの場所であったことに由来する。

## 「中之島フェスティバルタワー」へ
朝日新聞グループは、老朽化に伴い、2007年4月に当ビルと四ツ橋筋を挟んで西側にある大阪朝日ビル・朝日新聞ビルの計3棟を順次2棟の超高層ビルに建て替える「大阪・中之島プロジェクト」を発表した。
このうち当ビルに関しては2009年3月から解体に着手して同年のうちに完了、次いで2010年に入ってからは超高層ビルの建設工事に取りかかり、2012年11月6日、新しいフェスティバルホールや朝日新聞大阪本社などが入居する高層ビル「中之島フェスティバルタワー」東地区棟へと生まれ変わった。
その後、残る西側2棟のビルも2017年4月に高層ビルに建て替えられ、最終的に高さ200mのツインタワーになった。
なお、建て替え前には当ビル1階正面玄関左横に入居していた三菱UFJ銀行中之島支店（旧三和銀行中之島支店→旧UFJ銀行中之島支店→三菱東京UFJ銀行中之島支店）について、建て替え工事中には隣接する大阪三井物産ビルの14Fに移転すると共に同ビル1Fに店舗外ATMを設置していたが〔2009年2月に移転〕、「中之島フェスティバルタワー」東地区棟オープンに伴って同棟26階に再移転した。

## 交通アクセス
- 大阪市営地下鉄四つ橋線肥後橋駅下車　徒歩2分